# Return of Saturn
Albums de No Doubt
Tragic Kingdom
(1995) Rock Steady
(2001)
Return of Saturn est le quatrième album de No Doubt. Il est sorti le 11 avril 2000, soit cinq ans après Tragic Kingdom et un an seulement avant Rock Steady. C'est le premier album auquel Eric Stefani, le frère de la chanteuse Gwen Stefani et le fondateur du groupe, n'a pas collaboré (il a quitté le groupe en 1994). Return of Saturn a été écrit après deux ans et demi de tournée pour l'album Tragic Kingdom, qui a remporté un énorme succès planétaire et a emmené Gwen Stefani, Tony Kanal, Tom Dumont et Adrian Young aux quatre coins du monde. Pour cet album, le groupe n'a voulu s'imposer aucune deadline et a souhaité se concentrer sur la qualité des morceaux qu'il composait (« On a travaillé jusqu'à ce qu'on sente que l'album était prêt », explique l'un des membres dans le documentaire « Return of Saturn special », disponible sur YouTube, à la 45e seconde.) C'est pourquoi sa conception a pris presque deux ans.

## Le contexte
Après la tournée de deux ans et demi du Tragic Kingdom Tour en 1998, No Doubt a eu besoin de temps pour souffler et se retrouver musicalement. Si le groupe a mis un point d'honneur à aller à son rythme pour composer et écrire à nouveau, il a tout de même dû faire face à la pression de revenir sur le devant de la scène avec un album aussi bon que le précédent, écoulé à 15 millions d'exemplaires. Cela les a amenés à se tourner vers différents producteurs après une pause de deux mois, cessant de travailler avec ceux qui ne leur donnaient pas la liberté de se réinventer, d'essayer de nouvelles sonorités différentes à celles de l'album précédent. La plupart des chansons ont été écrites chez le bassiste Tony Kanal, sur les hauteurs de Hollywood à Los Angeles. On retrouve les influences ska, punk et reggae présentes dans les albums précédents mais aussi du rock alternatif et des ballades. New, Ex-girlfriend, Simple kind of life et Bathwater sont les quatre singles extraits de Return of Saturn, qui a reçu de très bonnes critiques sans pour autant atteindre le succès commercial de Tragic Kingdom. C'est le célèbre David LaChapelle qui a photographié la pochette, en janvier 2000.

### Return of Saturn: la signification
L'album s'est d'abord intitulé Magic's in the Makeup puis Saturn Returns ou encore Artificial Sweetener avant que Gwen Stefani ne persuade le groupe d'opter pour Return of Saturn. Ce titre a une référence astrologique et mythologique. La référence mythologique réside dans celle faite au dieu Saturne (dans la mythologie romaine)/Chronos (dans la mythologie grecque), qui personnifie le Temps et la Destinée. Ce dernier est souvent représenté comme un vieil homme avec une longue barbe et des ailes, armé d'une faux et d'un sablier. En astrologie, le phénomène signifie ceci : une personne se confronte au « retour de Saturne » entre ses 28 et 32 ans, lorsque la planète retrouve l'endroit exact auquel elle se trouvait lors de sa naissance. Selon cette explication, cela amènerait la personne en question à faire un bilan et une mise au point sur sa vie malgré elle, à vouloir revenir à l'essentiel et à l'authentique. 
C'est une période pendant laquelle la chanteuse a opéré une grande remise en question, notamment sur sa relation avec le rocker Gavin Rossdale qui lui a lui-même parlé de ce « syndrome » : après le Tragic Kingdom Tour, Gwen Stefani est retournée vivre chez ses parents et a réalisé que sa vie avait changé mais que sa vie privée n'avait pas évolué pour autant : « It hit me how weird my life had become », dit-elle dans le documentaire «  No Doubt – The complete history - Part 4 » (à la 37e seconde.) À 29/30 ans, ses buts personnels avaient été écartés par le succès soudain qu'elle rencontrait dans sa vie professionnelle et ses priorités avaient été bousculées. La question du temps est également très présente : qu'est ce qu'elle a raté, le temps est-il passé si vite, a-t-elle pris du retard sur sa vie ? C'est une période sombre qui la plonge dans un état dépressif et pendant laquelle elle se plonge dans les poèmes de Sylvia Plath, qui seront une véritable inspiration lors de la phase d'écriture. C'est pendant ce « retour de saturne » que la grande majorité des chansons de Return of Saturn seront composées, chansons dans lesquelles elle se demande qui elle est vraiment, où sont passés ses rêves de fonder une famille et si sa relation avec Gavin Rossdale est assez solide pour tenir dans le long terme : après presque six ans de vie commune, ils ne vivent toujours pas ensemble, lui étant Anglais et elle habitant Orange County, Los Angeles. La distance géographique qui les sépare joue donc également un rôle dans cette incertitude.

## Les paroles
Les doutes ressentis par Gwen Stefani se retrouvent forcément dans les paroles des chansons de cet album. Ceux concernant la solidité et le futur de son couple avec Gavin Rossdale sont exprimés dans de nombreux titres : dans le single Ex-girlfriend (« Why'd you have to go and pick me, when you knew that we were different completely ?/I find myself trying to change you, If you were meant to be my lover I wouldn’t have to, And I feel so mean, I feel in between, ‘Cause I’m about to give you away »), la ballade Too Late (« And in time it will end, And there really isn't hope for the two of us, But right now I give in… »), Suspension without Suspense (« And we always were in trouble, Odds stacked against us, And trouble's what we are, We get so far, And then it just starts rewinding, And the same old song, We're playing it again, Suspension without suspense »). 
On retrouve également la distance géographique qui les sépare à ce moment-là de leur relation, notamment dans la chanson Home Now dont les premières secondes commencent par le bruit du métro londonien, ville dans laquelle vit Gavin Rossdale, et l'annonce du changement de ligne « Change at Victoria Lane ». Les paroles qui suivent l'illustrent tout autant (« I'm hanging out with me, And you're a vacant chair, A chosen compromise, This space we rarely share, And if you lived here you'd be home now » et, plus loin, « Some casual light days, Part of the furniture, I want to take you for granted, And see you regular, So what you givin' up for me ? And what shall I give up for you ? The separations tired, it's been too long »). 
Le temps étant l'un des thèmes majeurs de cet album, on le retrouve dans de nombreuses chansons. Il représente l'une des plus grandes préoccupations de Gwen Stefani à ce moment, d'abord en ce qui concerne sa propre vie et personne, comme elle l'exprime dans Six Feet Under (« From dust to dust, Burying my grandma, Then give birth to my own daughter, Today is my birthday, And I get one every year; And some day…, Hard to believe, But I'll be buried six feet underground »), mais aussi dans Artificial Sweetener dans laquelle elle revient sur sa date de naissance (« Re-read, re-write, redo, undo, I'm stuck on this page, I was born two weeks late, Is that why I hesitate? »). 
L'envie de maternité et d'une vie familiale traditionnelle de Gwen Stefani est très souvent exprimée dans Return Of Saturn. Dans Simple Kind of Life, elle dit notamment « And all I wanted was the simple things, A simple kind of life, And all I needed was a simple man, So I could be a wife » / « I always thought I'd be a mom, Sometimes I wish for a mistake, The longer that I wait the more selfish that I get, You seem like you'd be a good dad ». Dans le single Bathwater, « My pregnant mind is fat full with envy again ». Dans Six Feet Under, « I flirt with conception, Slow the cycle, Will the baby grow ? ». Marry Me est sans doute celle qui exprime le plus la confrontation entre son besoin de vie familiale, de mariage, de stabilité et son besoin d'indépendance insoupçonné jusqu'alors. Les premières paroles sont les suivantes : « I can't help that I like to be kissed, And I wouldn't mind if my name changes to Mrs., This is one side, my conventional side, An attraction to tradition, My vintage disposition, My sincere architecture, And I want to cook him dinner, But I'm more indecisive than ever, And who believes in forever ? Who will be the one to marry me ? ».
Le retour de Saturne au sens astrologique impliquant une remise en question de sa propre personne, à cette période, Gwen Stefani semble également se chercher, ne plus savoir qui elle est, comme elle l'écrit dans Magic's in the makeup : « So many different faces, Depending on the different phases, My personality changes, I'm a chameleon » /  «My makeup's all off, Who am I? The magic's in the make up, Who am I? » et dans Comforting Lie : « I started out on the wrong foot, Now I'm not myself, I am Jekyll, I am Hyde ». Dans la chanson Artificial Sweetener, la chanteuse s'en prend directement à ce phénomène, l'accusant d'être à l'origine des bouleversements dans sa vie personnelle :  «The Return of Saturn, assessing my life, second guessing...».

## Les symboles dans la couverture
Si les paroles sont si explicites, la pochette de l'album l'est tout autant. Conçue par le célèbre photographe David La Chapelle en janvier 2000, soit quelques mois avant la sortie de l'album, elle comporte de nombreux symboles du “retour de Saturne” et des titres des chansons présentes sur ce disque. Au premier plan, devant la chanteuse, se trouve une lunette astronomique, allusion directe au titre de l'album puisque celle-ci sert à observer les étoiles. Derrière elle, un lit deux places et la planète Saturne peinte sur le mur. On trouve également une baignoire rappelant la chanson Bathwater, des tubes de rouge à lèvres au-dessus d'une coiffeuse sur laquelle on devine du maquillage en référence à Magic's in the makeup, ainsi qu'un gâteau de mariage que l'on retrouve dans le clip Simple Kind of Life, qui met en scène la destruction de la vie personnelle de Gwen Stefani par les autres membres du groupe No Doubt, Tony Kanal, Tom Dumont et Adrian Young.

## Pistes
1. "Ex-Girlfriend" (Dumont, Kanal, Stefani) – 3:32
2. "Simple Kind of Life" (Stefani) – 4:16
3. "Bathwater" (Dumont, Kanal, Stefani) – 4:02
4. "Six Feet Under" (Kanal, Stefani) – 2:28
5. "Magic's in the Makeup" – 4:21
6. "Artificial Sweetener" (Dumont, Kanal, Stefani) – 3:54
7. "Marry Me" (Kanal, Stefani) – 4:38
8. "New" (Dumont, Stefani) – 4:26
9. "Too Late" (Dumont, Kanal, Stefani) – 4:16
10. "Comforting Lie" (Dumont, Kanal, Stefani) – 2:52
11. "Suspension Without Suspense" (Stefani) – 4:10
12. "Staring Problem" (Kanal, Stefani, Stefani) – 2:43
13. "Home Now" (Dumont, Kanal, Stefani) – 4:34
14. "Dark Blue" (Dumont, Kanal, Stefani) – 4:37
15. "Big Distraction" (Dumont, Kanal, Stefani) – 9:30

À noter que "Big Distraction" dure en réalité 3:32, puis l'instrumental de "Too Late" est jouée en tant que chanson cachée.